# Kōan
Un kōan (公案; japonés: kōan, del chino gōng'àn) es, en la tradición zen, una breve historia, diálogo o pregunta que el maestro puede plantear al alumno para comprobar sus progresos en la práctica espiritual. El kōan suele parecer paradójico o resultar desconcertante o ilógico. El esfuerzo que conlleva resolverlo tiene como finalidad agotar la capacidad de razonamiento lógico-analítico y abrir paso a una respuesta apropiada surgida de la intuición.
Uno de los kōan más famosos es aquel en el que el maestro hace un palmoteo y dice: "Este el sonido de dos manos, ¿cuál es el sonido de una sola mano?" (según tradición oral atribuida a Hakuin Ekaku, 1686-1769, considerado el recuperador de la tradición de los kōan en Japón). Otro kōan célebre es el kōan Mu.

## Introducción
Los kōan se originan en dichos y hechos atribuidos a figuras legendarias del zen. Los llamados gōng'àn (caso público) se desarrollaron en China durante la dinastía Tang (618–907)[6] a partir de registros donde se hacía referencia a "encuentros de célebres figuras pasadas del Chán con discípulos u otros interlocutores". 7] Esos relatos a veces legendarios y los comentarios sobre ellos elaborados por maestros posteriores se usaban para educar a los monjes novicios y ampliar su comprensión de las enseñanzas budistas.
Una historia sobre un dicho o acción peculiar de un maestro era considerada un gōng'àn solo cuando contaba con un comentario realizado a posteriori por otro maestro Chán.[7] Esta práctica de comentar las palabras y hechos de los maestros del pasado confirmaba la posición del maestro en cuestión como iluminado y perteneciente a un linaje digno de veneración.[8]
Durante la China y Japón medievales, los registros de diálogos y las colecciones de gōng'àn o kōan que se derivaron de este género literario marcaron un cambio desde la práctica meditativa solitaria a la interacción entre maestro y alumno: "La esencia de la iluminación llegó a identificarse con la interacción entre maestros y estudiantes. Cualquiera que sea el conocimiento que el dhyana (meditación) pudiera traer, su verificación siempre era interpersonal. En efecto, la iluminación pasó a ser entendida no tanto como una certeza adquirida a través de la intuición, sino como una forma de actuar en el mundo con otras personas"[20].
Esta indagación mutua del significado de los encuentros de maestros y estudiantes del pasado les dio a los nuevos estudiantes un modelo a seguir: "Uno miraba las actividades iluminadas de sus antepasados de linaje para comprender su propia identidad [...] tomando el papel de los participantes y participando en sus diálogos". [21]
El entrenamiento con kōan requiere un maestro calificado que tenga la capacidad de juzgar la profundidad de los logros del practicante. En la escuela de budismo japonés Rinzai, que hace uso extensivo de los kōan, el proceso de certificación de un nuevo maestro incluye una evaluación de su competencia en el conocimiento y entendimiento de un extenso currículo de kōan.
En la cultura occidental a veces se encuentra el término kōan referido a preguntas que no tienen respuesta o a enunciados sin sentido. Sin embargo, en el zen, un kōan no es algo que carezca de sentido, y los maestros zen aguardan una respuesta adecuada cuando lo formulan. Un kōan no es un acertijo, y aunque en la literatura comentarial se encuentran respuestas ortodoxas, dependiendo de las circunstancias en que el kōan es formulado puede variar la respuesta apropiada. El maestro no está buscando que el discípulo sepa una respuesta correcta única e invariable, sino evidencias acerca de sus progresos en el entendimiento del zen, o comprobar si ya han tenido experiencias de despertar (Satori). Las respuestas pueden ser orales pero también pueden ser gestos o acciones.
Existen varias colecciones de kōan. Del siglo XII son las Crónicas del acantilado azul (碧巖錄, en chino: Bìyán Lù, en japonés: Hekiganroku) y El libro de la serenidad. Del siglo XIII es La entrada sin puerta (o La barrera sin puerta) (無門關, en chino: Wúménguān, en japonés: Mumonkan), del maestro chan Wumen Huikai (無門 慧 開; en japonés Mumon Ekai; 1183–1260).

## Cómo se resuelve unkōan
En la cultura occidental, el alumno aprende del profesor siguiendo el hilo de su discurso lógico, paso a paso. El maestro zen, por el contrario, exige un salto a su alumno: debe obtener un conocimiento inmediato por sí mismo. Por lo tanto, los kōan nunca se resuelven siguiendo la lógica del enunciado o tras un análisis racional del problema. De hecho, mientras el alumno tenga su pensamiento entretenido y prisionero del discurso racional, no podrá encontrar la solución. En el ejemplo de Hakuin Ekaku "Dos manos aplauden y hay un sonido. ¿Cuál es el sonido de una mano?" (隻手声), Victor Hori comenta:
Al principio, el monje piensa primero que un kōan es un objeto inerte sobre el que enfocar la atención; tras un largo período de repetición consecutiva, se da cuenta de que el kōan también es una actividad dinámica: la actividad misma de buscar una respuesta al kōan. Así que el kōan es tanto el objeto que se busca como la búsqueda implacable de sí mismo. En un kōan, el yo contempla al yo no directamente, sino bajo la apariencia del kōan... Cuando uno se da cuenta ("hace realidad") esta identidad entonces las dos manos se han convertido en una. El practicante se convierte en el kōan que él o ella está tratando de entender. Ese es el sonido de una mano.

## Clases dekōanen la escuelaRinzai
La escuela Rinzai distingue cinco categorías de kōan cada vez más difíciles, cuya pretensión es extinguir las fuerzas de la voluntad egoísta:
- El kōan hosshin o dharmakāya, "por el cual uno entra por la puerta fronteriza del Zen".
- El kōan kikan, o de la "barrera de la astucia", que se refiere a la expresión activa del estado realizado en el primer grupo.
- El kōan gonsen, o de la "investigación de las palabras", que se supone tiene que ver con la expresión oral de la comprensión del Zen.
- El kōan nanto, o "difícil de penetrar".
- El kōan go-i, o kōan de los "cinco grados", basado en las cinco relaciones de "señor" y "sirviente" o de "principio subyacente" (li) y "cosa-suceso" (shih), por el cual el Zen se relaciona con la filosofía hua-yen o Avatamsaka.[5]

## Ejemplos

### ¿Tiene un perro naturaleza de Buda?
Un monje preguntó a Zhàozhōu, "¿Tiene un perro naturaleza de Buda o no?". Zhaozhou respondió, "mu".

### Matar el Buda
Si te encuentras con Buda, mátalo.
— Linji
Si estás pensando en Buda, esto es pensamiento e ilusión, no iluminación. Uno debe destruir preconcepciones de Buda. El maestro zen Shunryu Suzuki escribió en su libro Mente Zen, Mente de Principiante durante una introducción al Zazen, "Mata a Buda si Buda existe en alguna otra parte. Mátalo porque deberías asumir tu propia naturaleza de Buda".

### Estar siempre con Buda
Pregunta "¿Cómo puede uno estar siempre con Buda?"
— Maestro
"No tengas ninguna agitación en tu mente".

## Otras formulaciones parecidas a loskōan
Todas las tradiciones místicas poseen formulaciones parecidas basadas en la paradoja, el oxímoron o la antítesis. En el Cristianismo la inspiró la teología negativa del Pseudo Dionisio Areopagita, que dio sus más destacados frutos en San Juan de la Cruz y Santa Teresa de Jesús. En el caso del primero, su Subida al monte Carmelo es de hecho una densa retahíla de sentencias místicas:
Para venir a gustarlo todo,
no quieras tener gusto en nada.
Para venir a saberlo todo,
no quieras saber algo en nada.
Para venir a poseerlo todo,
no quieras poseer algo en nada.
Para venir a serlo todo,
no quieras ser algo en nada.
Para venir a lo que no gustas,
has de ir por donde no gustas.
Para venir a lo que no sabes,
has de ir por donde no sabes.
Para venir a poseer lo que no posees,
has de ir por donde no posees.
Para venir a lo que no eres,
has de ir por donde no eres.
Cuando reparas en algo
dejas de arrojarte al todo.
Para venir del todo al todo,
has de dejarte del todo en todo.
Y cuando lo vengas del todo a tener,
has de tenerlo sin nada querer.
Agustín de Hipona formuló una famosa sentencia mística, que (según él) le fue revelado en un sueño por el mismo Cristo: "No me buscarías si no me hubieses encontrado".
La oración de san Francisco ("oración por la paz"), a veces atribuida a San Francisco de Asís, dice en su último verso: Porque dando es como se recibe, olvidando es como se encuentra, perdonando es como se es perdonado y muriendo se resucita a la vida que no conoce fin.